# Житомирська (станція метро)
50°27′22.23″ пн. ш. 30°21′56.26″ сх. д. / 50.4561750° пн. ш. 30.3656278° сх. д.
«Жито́мирська» — 41-ша станція Київського метрополітену. Розташована на Святошинсько-Броварській лінії між станціями «Академмістечко» і «Святошин». Відкрита 24 травня 2003 року.

## Опис
Конструкція станції — Станція мілкого закладення, односклепінна з острівною платформою.
Колійний розвиток: станція без колійного розвитку.
Як і на станції «Харківська» було застосовано прийом «перетікання» вестибюлів в станцію і навпаки. Склепіння вестибюлей станції підтримується підшивною стелею з алюмінієвого профілю «Люксалон». Особливий акцент зроблено на сходах та сходовому порталі. Освітлення платформ оригінальне завдяки підвісній структурі зі світильниками.
Колійні стіни облицьовани коричневим та білим мармуром, біля назв станції зроблені аркові поля. Це єдина станція в київському метро, в оформленні назви якої використано словосполучення «Станція метро»
Має два виходи. Західний вихід сполучений з підземним переходом під Берестейським проспектом на перетині з вулицями Поповича і Кричевського. А східний закрили через низький пасажиропотік. Наземних вестибюлів немає.

## Розташування
Розташована станція під Берестейським проспектом при виїзді з Києва у напрямку міста Житомир. Неподалік від станції знаходяться Науковий центр радіаційної медицини, швейне об'єднання «Каштан», автостанція «Дачна», Київський міжнародний університет, Відкритий міжнародний університет розвитку людини «Україна».

## Інтернет
3 липня 2020 оператори сотового зв'язку почали надавати послуги 4G зв'язку з використанням частот у діапазонах 1800 МГц та 2600 МГц на станції і в примикаючих тунелях.

## Сховище
24 лютого 2022 року під час Російського вторгнення в Україну на чотирьох станціях Святошинсько-Броварської лінії метрополітену: «Берестейська», «Нивки», «Святошин» та «Житомирська» було зупинено курсування поїздів. Вони працювали як бомбосховище у разі повітряної тривоги.

## Пасажиропотік
| Рік                           | 2009 | 2011 | 2012 | 2013 | 2014 | 2015 | 2016 | 2017 | 2018 |
| ----------------------------- | ---- | ---- | ---- | ---- | ---- | ---- | ---- | ---- | ---- |
| Пасажиропотік, тис. осіб/добу | 36,0 | 36,6 | 36,8 | 37,4 | 34,7 | 33,8 | 34,0 | 36,2 | 34,9 |

## Галерея

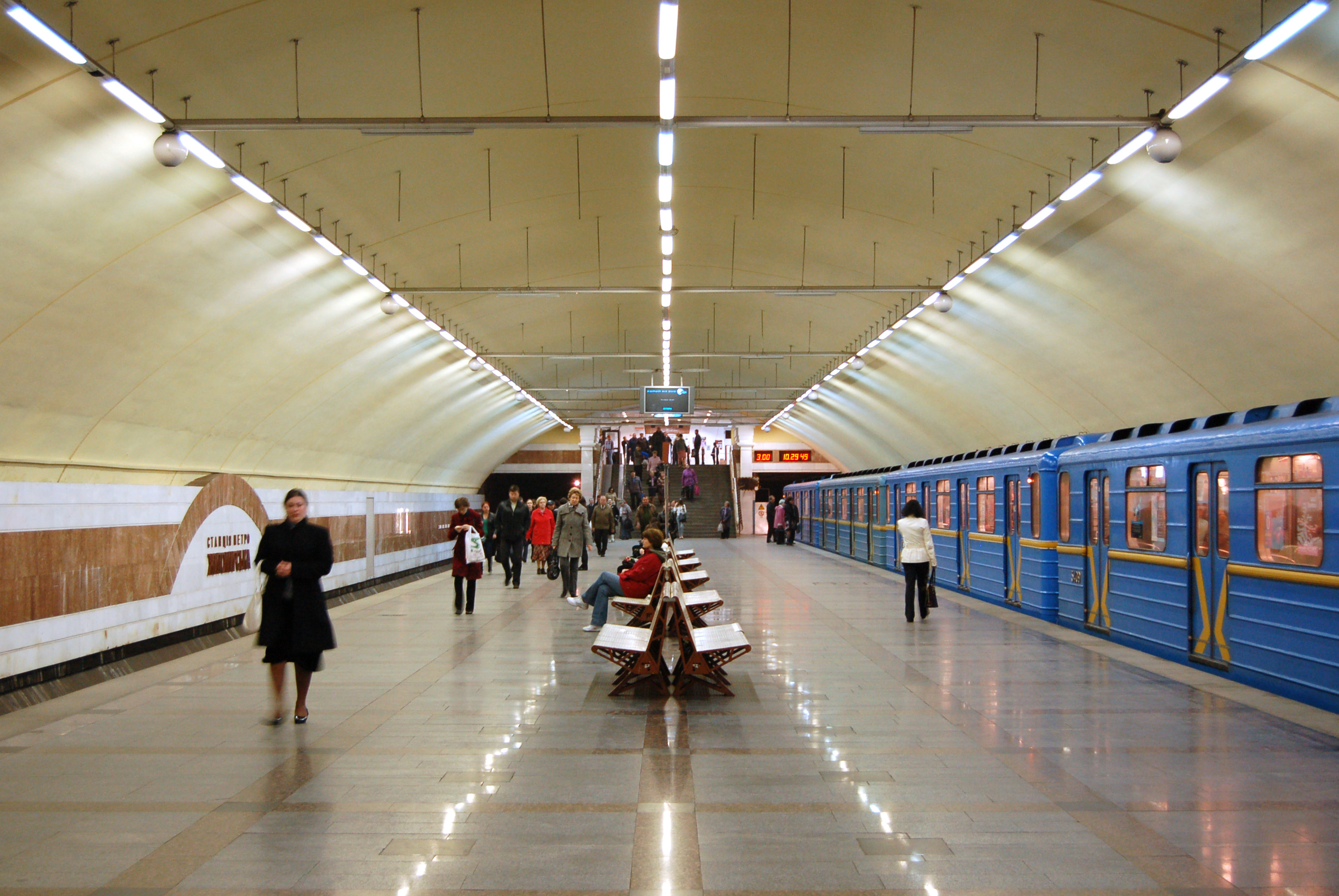
Вигляд в бік західного вестибюля
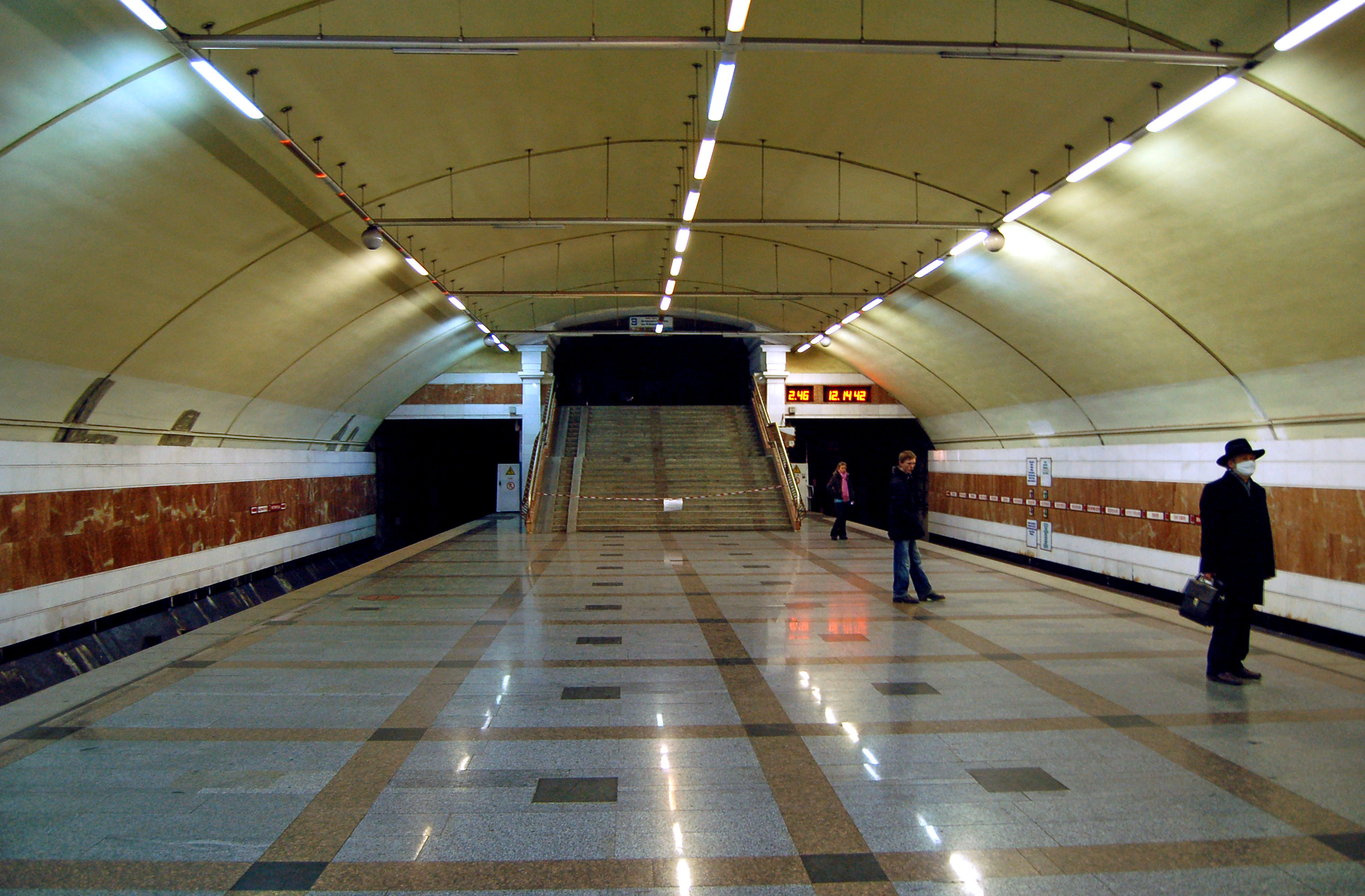
Вигляд в бік східного вестибюля
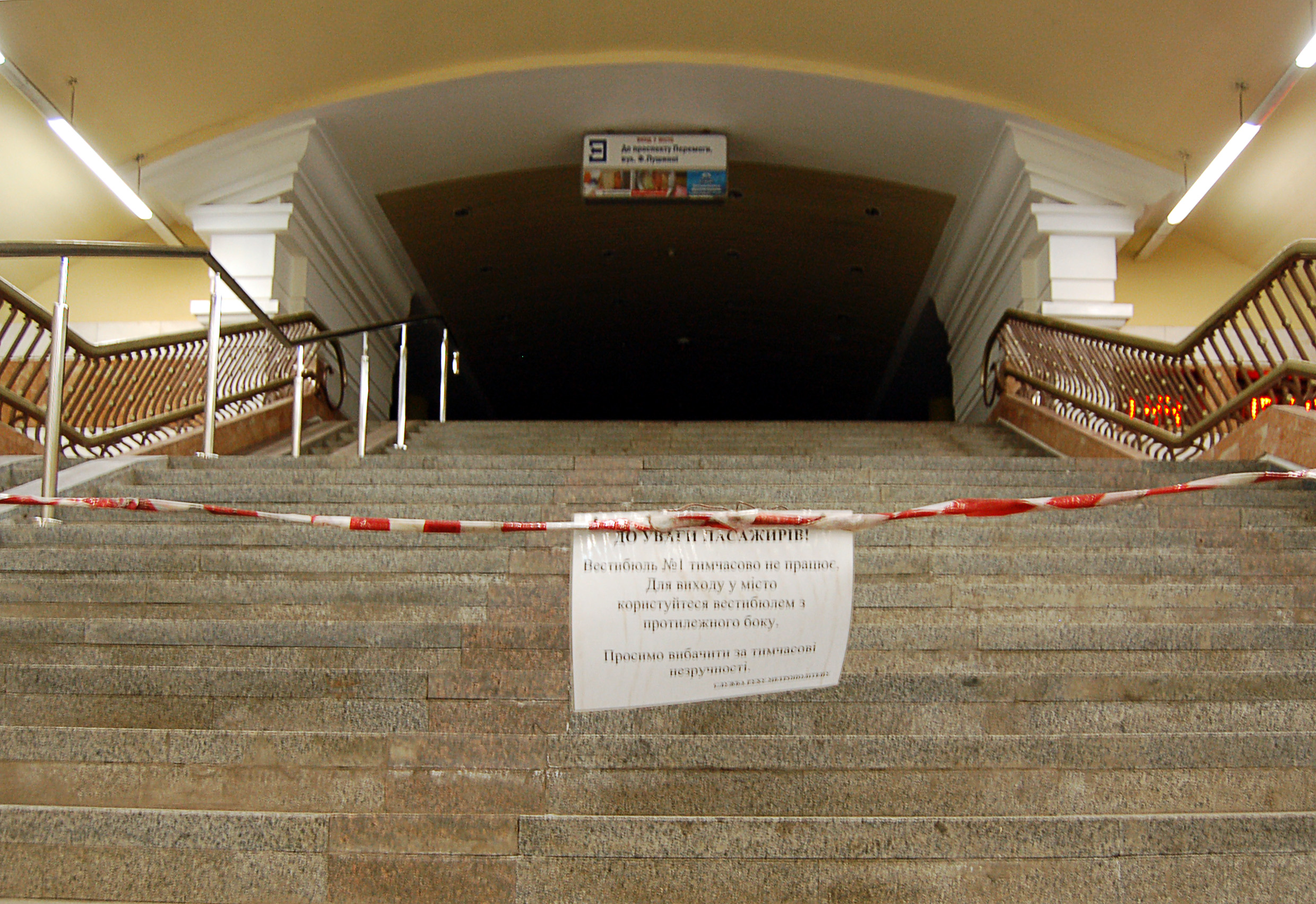
Повідомлення про закриття східного вестибюля
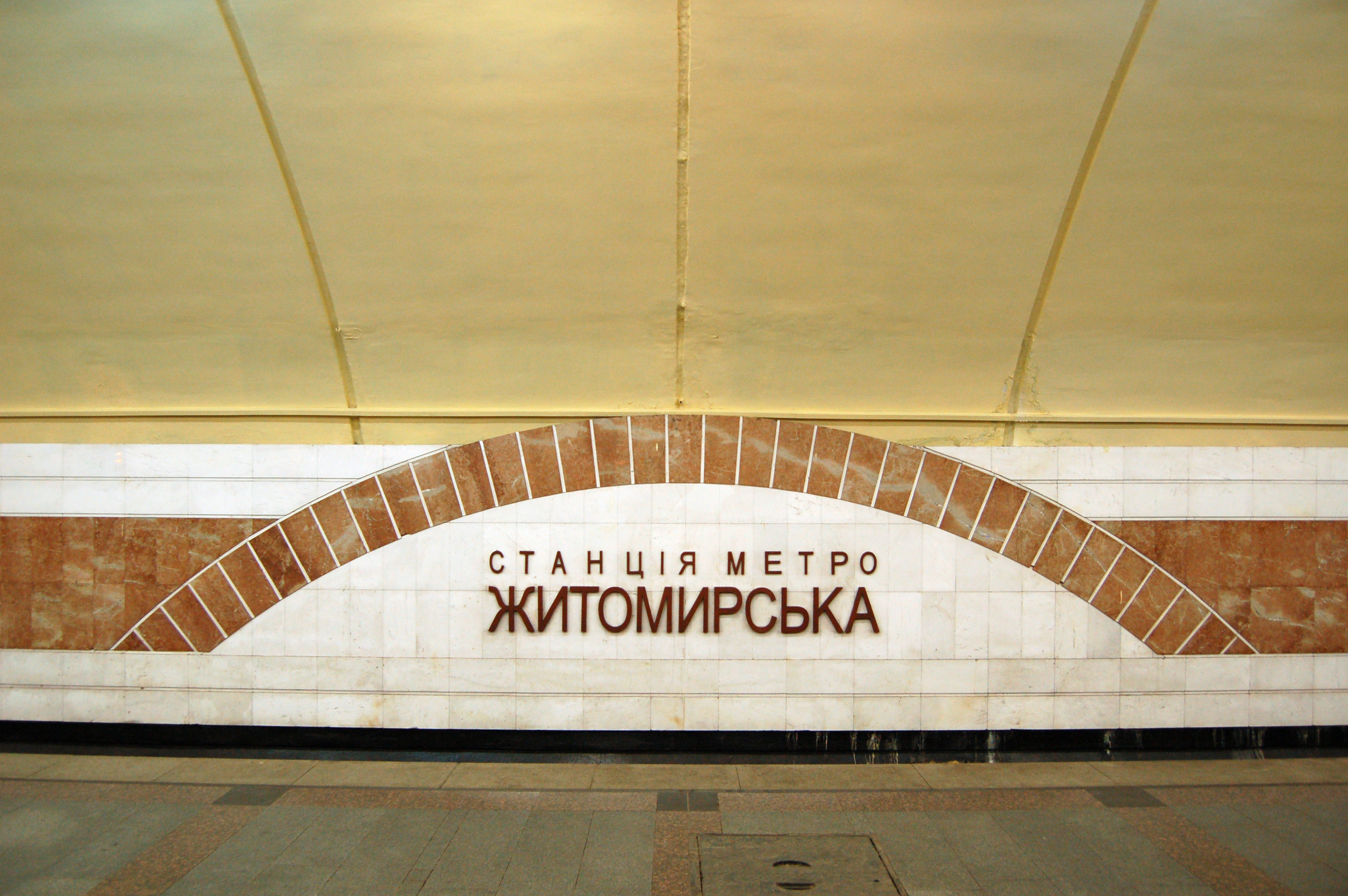
Назва станції на колійній стіні
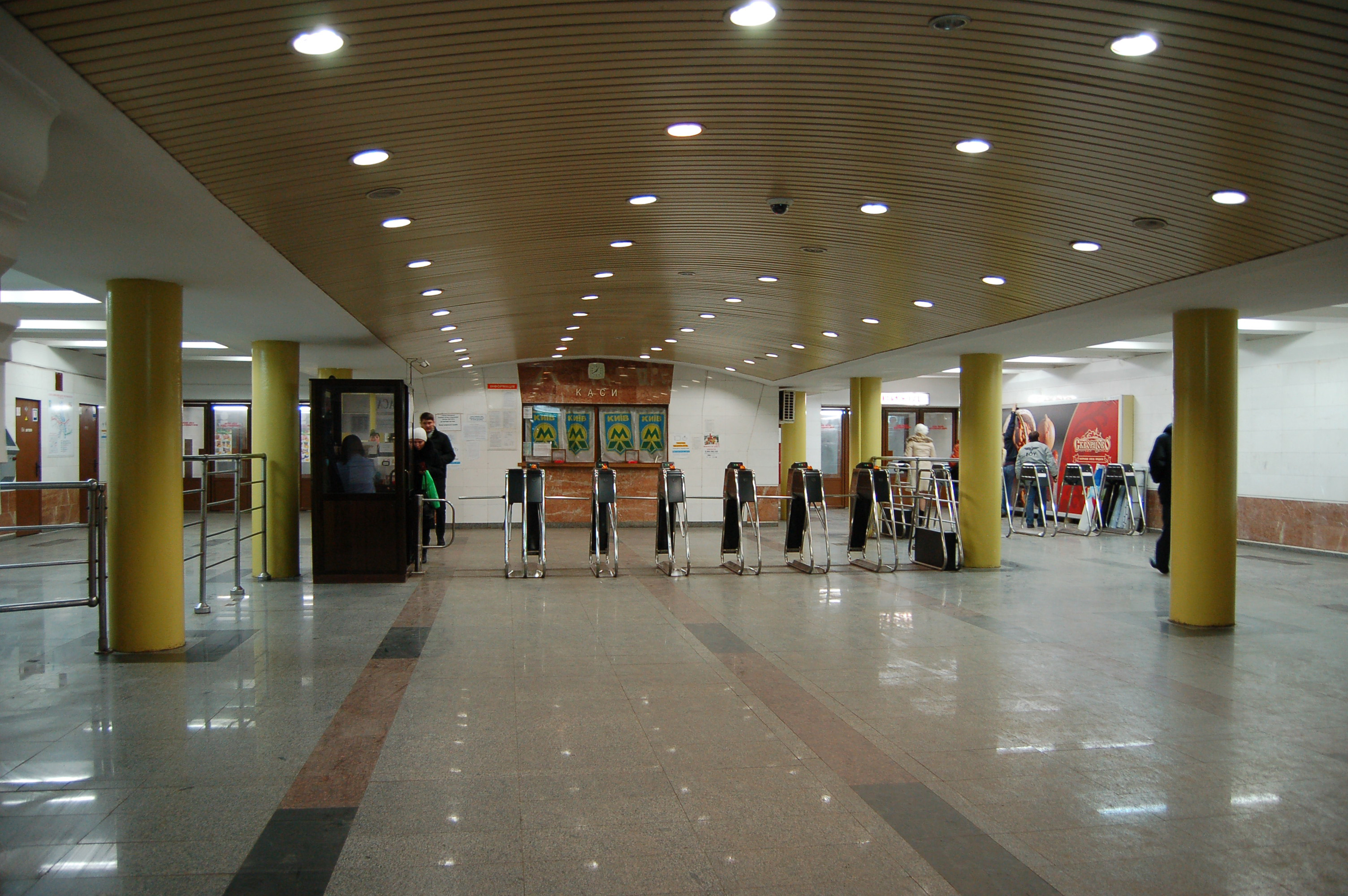
Підземний вестибюль
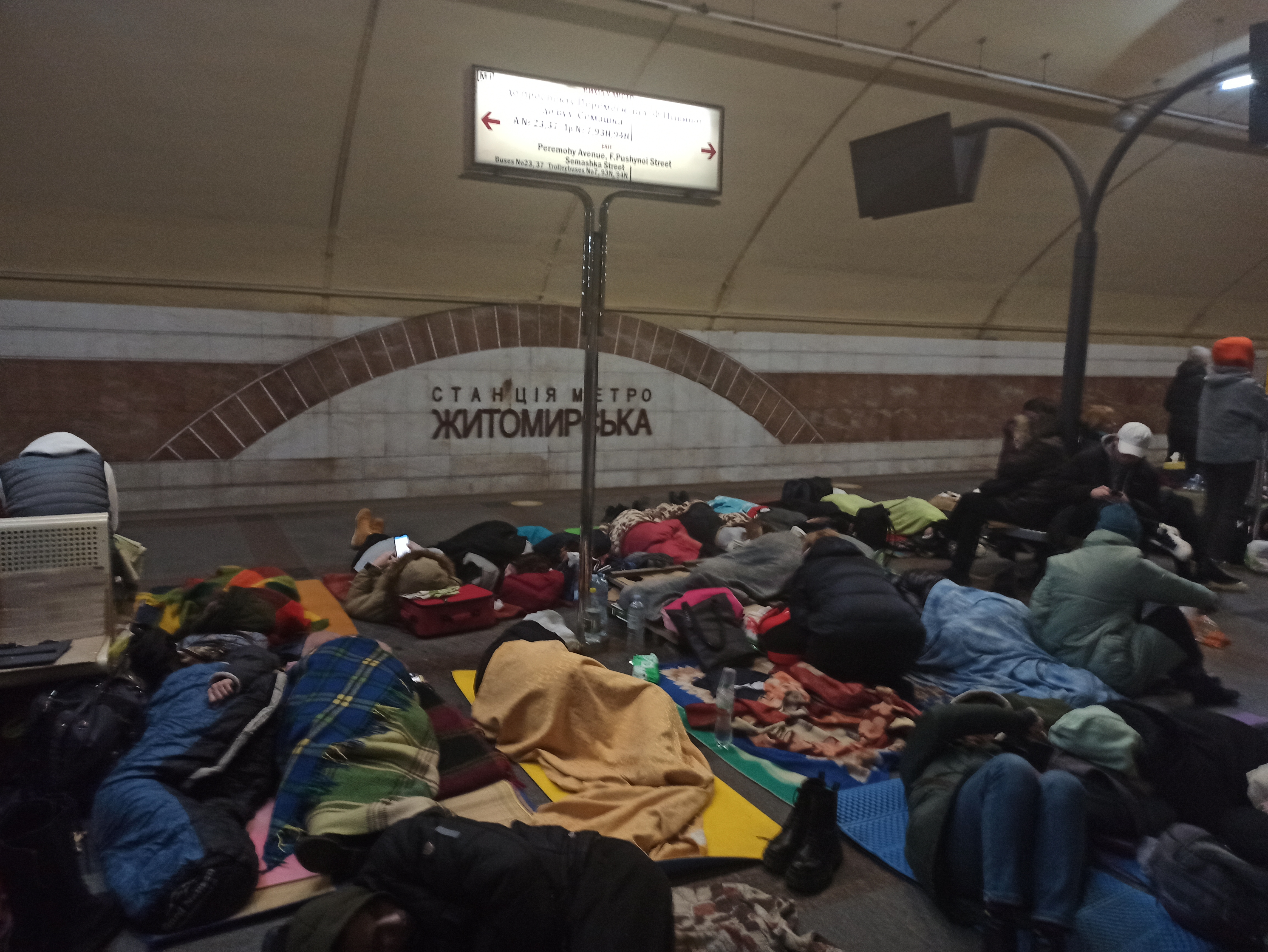
Мирні мешканці ховаються в метро під час російських обстрілів і бомбардувань Києва

## Розклад відправлення поїздів
Відправлення першого поїзду в напрямі:
- ст. «Лісова» — 05:57
- ст. «Академмістечко» — 06:12

Відправлення останнього поїзду в напрямі:
- ст. «Лісова» — 00:07
- ст. «Академмістечко» — 00:41

Розклад відправлення поїздів в вечірній час (після 22:00) в напрямі:
- ст. «Лісова» — 22:34, 22:46, 22:58, 23:10, 23:21, 23:33, 23:44, 23:55, 0:07
- ст. «Академмістечко» — 22:48, 23:00, 23:12, 23:22, 23:33, 23:43, 23:53, 0:03, 0:15, 0:28, 0:41